# Крис Бойд
Крис Бойд (на английски: Kris Boyd, роден на 18 август 1983 г. в град Ървин, Шотландия) е шотландски футболист. От 2011 г. е играч на турския клуб Ескишехирспор. Още от ранното си детство е върл фен на Глазгоу Рейнджърс.
Бойд започва своята кариера във футболен клуб ФК Килмарнък. В последния ден от сезон 2000/01 в Шотландската Премиер Лига Бойд прави своя дебют срещу ФК Селтик Глазгоу. През следващия сезон той се бори за титулярното място в отбора. През 2003 печели приза Най-добър млад играч на Килмарнък на годината.
През септември 2005 Бойд отбелязва всичките пет гола за победата срещу Дънди Юнайтед с 5:2. След този рекорд в Лигата много английски отбори вече се интересуват от него. Офертите от ФК Кардиф Сити и ФК Шефилд Уензди биват отхвърлени и Бойд остава в Килмарнък.
За 1 януари 2006 той е закупен от ФК Рейнджърс. При преминаването той се отказва от половината от 40 000 лири, които Килмарнък е трябвало да му плати като премия. Първото му участие за новия отбор е в третия кръг за Шотландска ФА Къп срещу ФК Питърхед. В срещата той отбелязва три гола за победата на Рейнджърс с 6 – 0. За мачовете от втората половина на сезона той бележи 15 попадения в Премиърлигата. Преди това, в Килмарнък има 17 гола и с 32 попадения става голмайстор на шампионата. Той е и първият играч направил това с два отбора.
На следващия сезон дебютира в Купата на УЕФА, отбелязвайки 3 гола за 10 двубоя.
Отново е голмайстор на Шотландия с 20 гола. Отново обаче остава без трофей – причината е слабото ръководене на тогавашния наставник Пол Льо Гуен, който е уволнен от тима след временното напускане на капитана Бари Фъргюсън, за когото Бойд изразява своята подкрепа. След вкаран гол на Айброкс през януари той посочва шест пръста на публиката в подкрепа на Бари, който играе с номер 6.
През сезон 2007/2008 е разкъсван от контузии, но това не му пречи да се превърне в герой за клуба на финала за Купата на Лигата. Мачът с Дънди Юнайтед достига до изпълнение на дузпи. Преди това Бойд отбелязва два гола за 2 – 2, вторият от които в продълженията. Интересното, че неговият отбор изостава и в двата случая. Крис вкарва и победната дузпа за тима и носи купата на Айброкс.
По-късно през сезона спечелва и Купата на Шотландия, вкарвайки нови два гола на финала с ФК Куийн ъф дъ Саут за 3 – 2. Взима и кратко участие в последните минути на финала със Зенит за Купа на УЕФА.
През 2008/2009 отново е голмайстор с 27 попадения, а печели и първа титла в първенството, както и нова Купа на Шотландия. Очаква пълноценно участие в групите на Шампионска лига.
През 2010 преминава в Мидълзбро
На 11 май 2006 той прави своя дебют за националния отбор. При победата с 5:1 срещу България той отбелязва два гола.
|  | Тази страница частично или изцяло представлява превод на страницата Kris Boyd в Уикипедия на немски. Оригиналният текст, както и този превод, са защитени от Лиценза „Криейтив Комънс – Признание – Споделяне на споделеното“, а за съдържание, създадено преди юни 2009 година – от Лиценза за свободна документация на ГНУ. Прегледайте историята на редакциите на оригиналната страница, както и на преводната страница, за да видите списъка на съавторите. ВАЖНО: Този шаблон се отнася единствено до авторските права върху съдържанието на статията. Добавянето му не отменя изискването да се посочват конкретни източници на твърденията, които да бъдат благонадеждни. |